# Lied der Deutschen

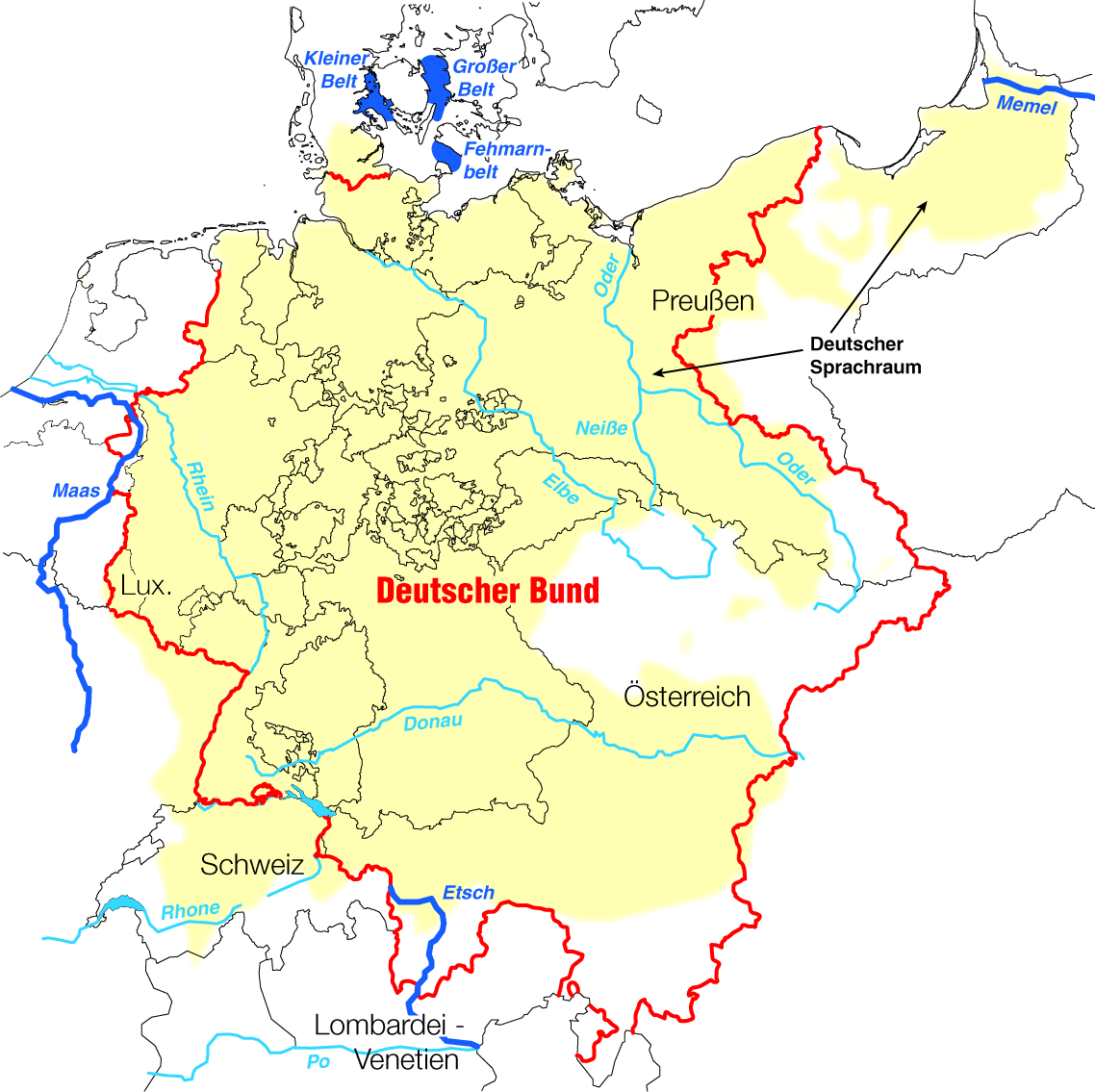
Els tres rius i els estrets danesos esmentats a la cançó com a límits d'Alemanya en les direccions cardinals, dibuixats sobre les fronteres de la Confederació Germànica i l'àrea lingüística de l'alemany abans de 1939

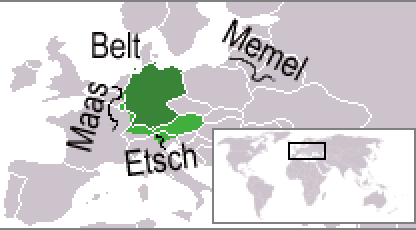
Les mateixes fites sobre les fronteres actuals i l'actual àrea lingüística de l'alemany. Noteu que tots quatre queden fora de l'actual República Federal d'Alemanya.

Das Lied der Deutschen (La cançó dels alemanys) o das Deutschlandlied (La cançó d'Alemanya) és l'himne nacional d'Alemanya, la lletra del qual fou escrita per August Heinrich Hoffmann von Fallersleben el 1841 amb música de Joseph Haydn. Va ser oficialitzat el 1922.
L'himne és el poco adagio, cantabile del quartet de corda de Haydn Op. 76 no. 3 “Emperador”. Els dos versos inicials s'han malinterpretat, versemblantment per un coneixement deficient de l'alemany: El sintagma über alles del vers Deutschland, Deutschland über alles és una forma el·líptica per Deutschland, Deutschland, du gehst mir über alles!, és a dir Alemanya, Alemanya, t'estimo per damunt de tot o Alemanya, Alemanya, per a mi ets la primera cosa, m'importes més que qualsevol altra cosa. De cap de les maneres no és sostenible lingüísticament la interpretació imperialista que hom ha atribuït a aquest vers, interpretació que només fóra possible si el poeta, per comptes de l'acusatiu, hagués emprat el datiu (és a dir, * über allem).
Actualment, l'himne oficial és només la tercera estrofa, ja que les dues primeres tenen reputació imperialista (la primera estrofa, pels límits geogràfics ideals d'Alemanya que s'hi esmenten) o perquè el seu contingut no es considera apropiat per als temps actuals (segona estrofa).

## Himne

Partitura

Deutschland über alles (alemany)
Deutschland, Deutschland über alles,
Über alles in der Welt,
Wenn es stets zu Schutz und Trutze
Brüderlich zusammenhält;
Von der Maas bis an die Memel,
von der Etsch bis an den Belt:
Deutschland, Deutschland über alles,
Über alles in der Welt!
Deutsche Frauen, deutsche Treue,
Deutscher Wein und deutscher Sang
Sollen in der Welt behalten
Ihren alten schönen Klang,
Uns zu edler Tat begeistern
Unser ganzes Leben lang:
Deutsche Frauen, deutsche Treue,
Deutscher Wein und deutscher Sang!
Einigkeit und Recht und Freiheit
Für das deutsche Vaterland!
Danach lasst uns alle streben
Brüderlich mit Herz und Hand!
Einigkeit und Recht und Freiheit
Sind des Glückes Unterpfand;
Blüh im Glanze dieses Glückes,
Blühe, deutsches Vaterland.
Alemanya per sobre de tot (català)
Alemanya, Alemanya, [t'estimo] per sobre de tot,
sobre tot el món,
si sempre es queda unida fraternalment
per a la protecció i la defensa.
Des del riu Mosa fins al riu Memel,
Des del riu Adige fins al Belt,
Alemanya, Alemanya per sobre de tot,
sobre tot el món!
Dones alemanyes, lleialtat alemanya,
vi alemany i cançons alemanyes
seguiran molt altament estimats
en tot el món,
i ens inspiraran a fites nobles
tota la nostra vida.
Dones alemanyes, lleialtat alemanya,
vi alemany i cançons alemanyes!
Unitat i justícia i llibertat
per la pàtria alemanya;
esforcem-nos tots per aquest propòsit
fraternalment amb cor i mà.
Unitat i justícia i llibertat
són la promesa de la felicitat;
floreix amb la brillor d'aquesta felicitat,
floreix, pàtria alemanya.